# Kirchen auf dem Sint-Petrusberg (Sint Odiliënberg)

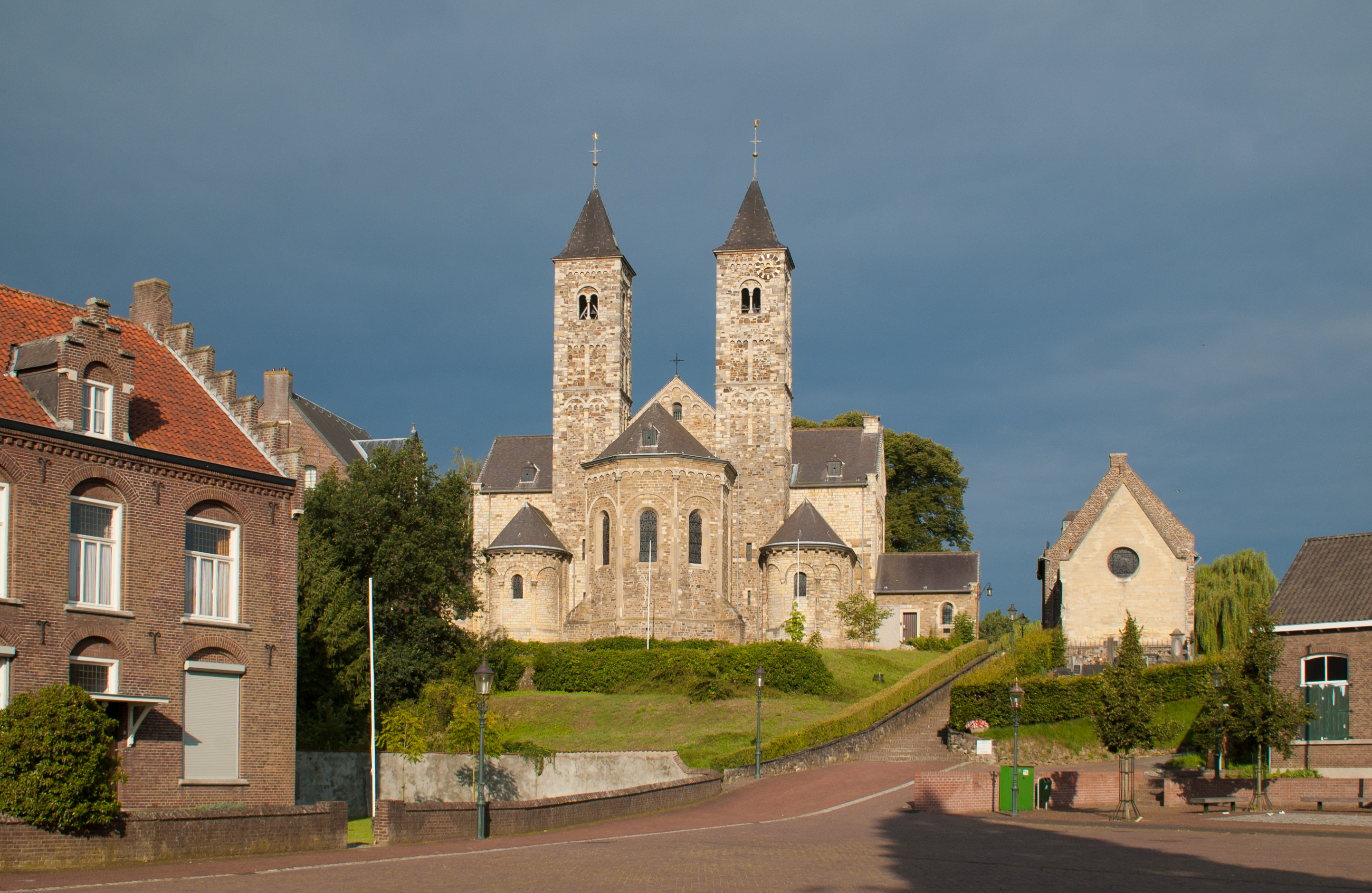
Der Sint-Petrusberg mit Basilika (Mitte) und Kapelle (rechts)

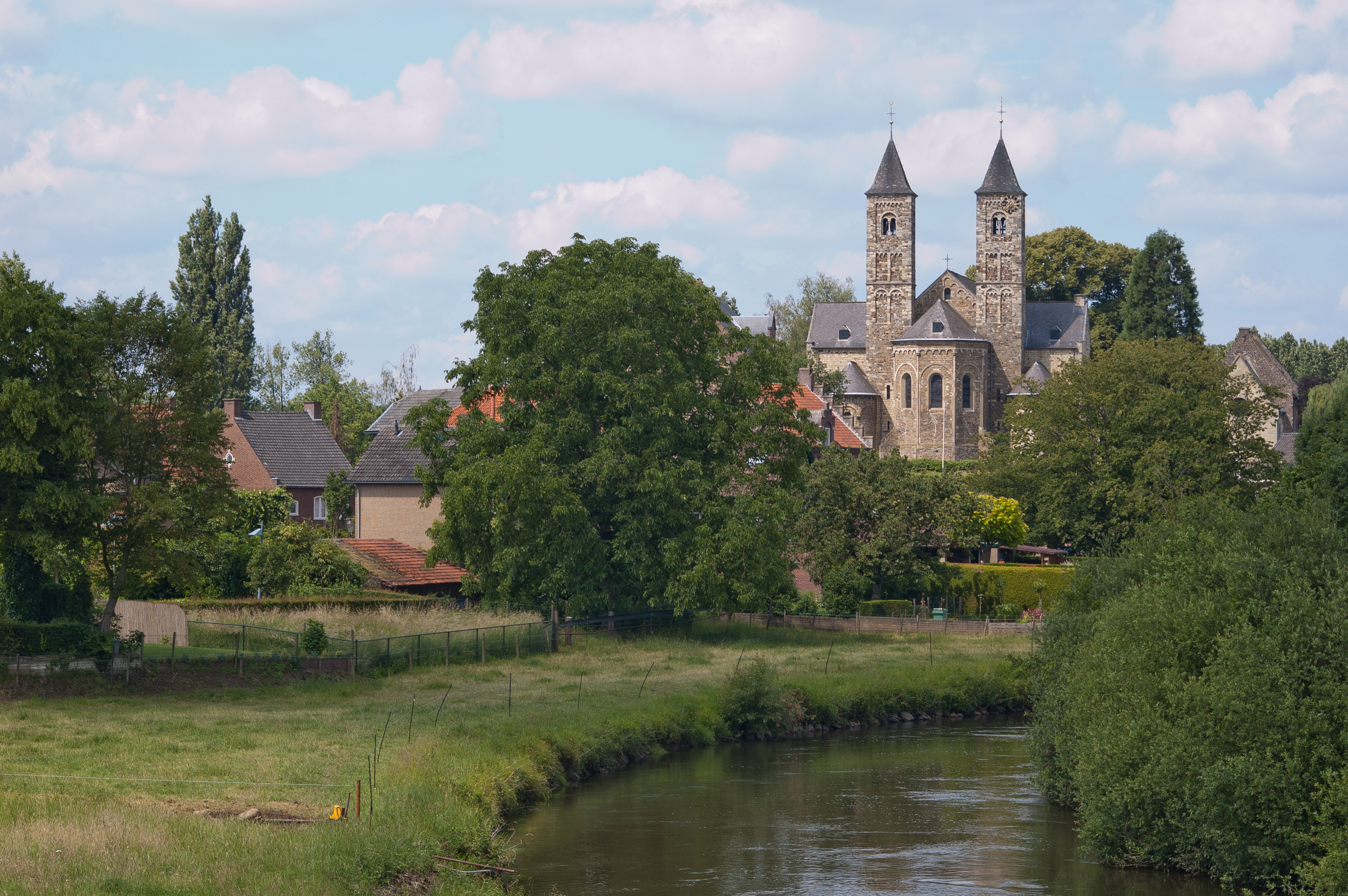
Blick über die Rur auf den Petrusberg und einen Ausläufer der Ortslage

Ein am Rande des niederländischen Ortes Sint Odiliënberg gelegener und als Sint-Petrusberg bezeichneter Hügel ist Standort zweier römisch-katholischer Gotteshäuser, zum einen der den Heiligen Wiro, Plechelm und Otger geweihten Basilika Basiliek van de H. H. Wiro, Plechelmus en Otgerus und zum anderen der unmittelbar neben dieser stehenden Kapelle Onze Lieve Vrouwekapel. Die der Gottesmutter geweihte Kapelle wurde ursprünglich als Pfarrkirche genutzt. Hingegen diente die Basilika zunächst als Gotteshaus eines von den angelsächsischen Missionaren Wiro, Plechelm und Otger im achten Jahrhundert gegründeten und der Überlieferung nach von Pippin dem Mittleren gestifteten Klosters. Erst im Jahr 1680 übernahm die wesentlich größere Basilika die Funktion der Pfarrkirche von der Kapelle.

## Lage
Die beiden auf dem am Rande des hier allmählich auslaufenden Tales der Rur liegenden Hügel errichteten Gotteshäuser überragen in markanter Weise Ort und angrenzende Flussniederung. Das erst nach dem Zweiten Weltkrieg stark durch Neubauten angewachsene Sint Odiliënberg hatte ursprünglich einen dreieckigen Grundriss und liegt, mit einer der Ecken des alten Siedlungsgebietes an den Sint-Petrusberg anstoßend, in dessen Osten. Unmittelbar unterhalb des Sint-Petrusberges fließt die Rur. Der Sint-Petrusberg stellt heute ein Erosionsrelikt jungpleistozäner Niederterrassenablagerungen der Rur dar.

## Basiliek van de H. H. Wiro, Plechelmus en Otgerus

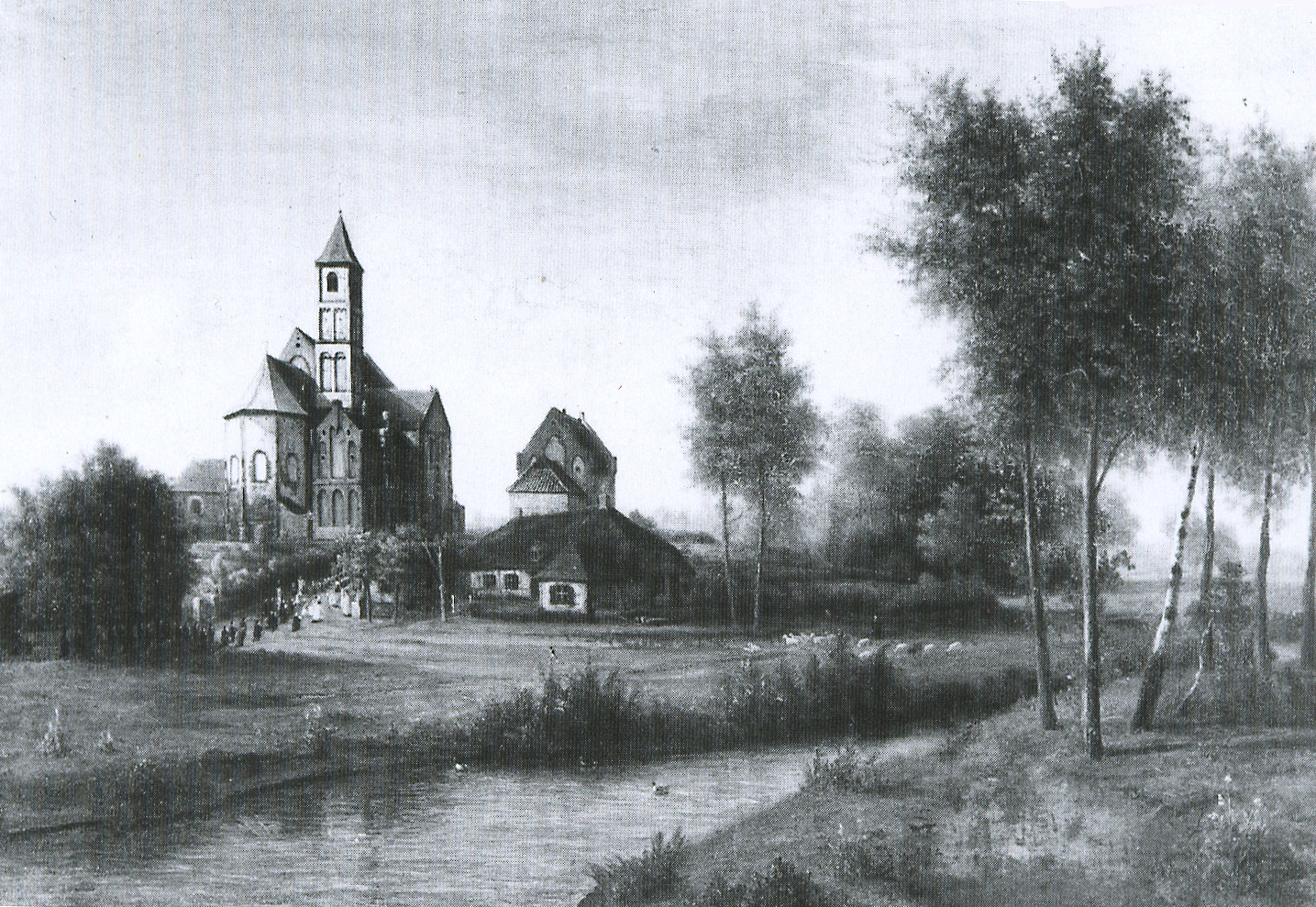
Basilika und Kapelle, 1858 gemalt von Johannes Adrianus van der Drift (1808–1883)

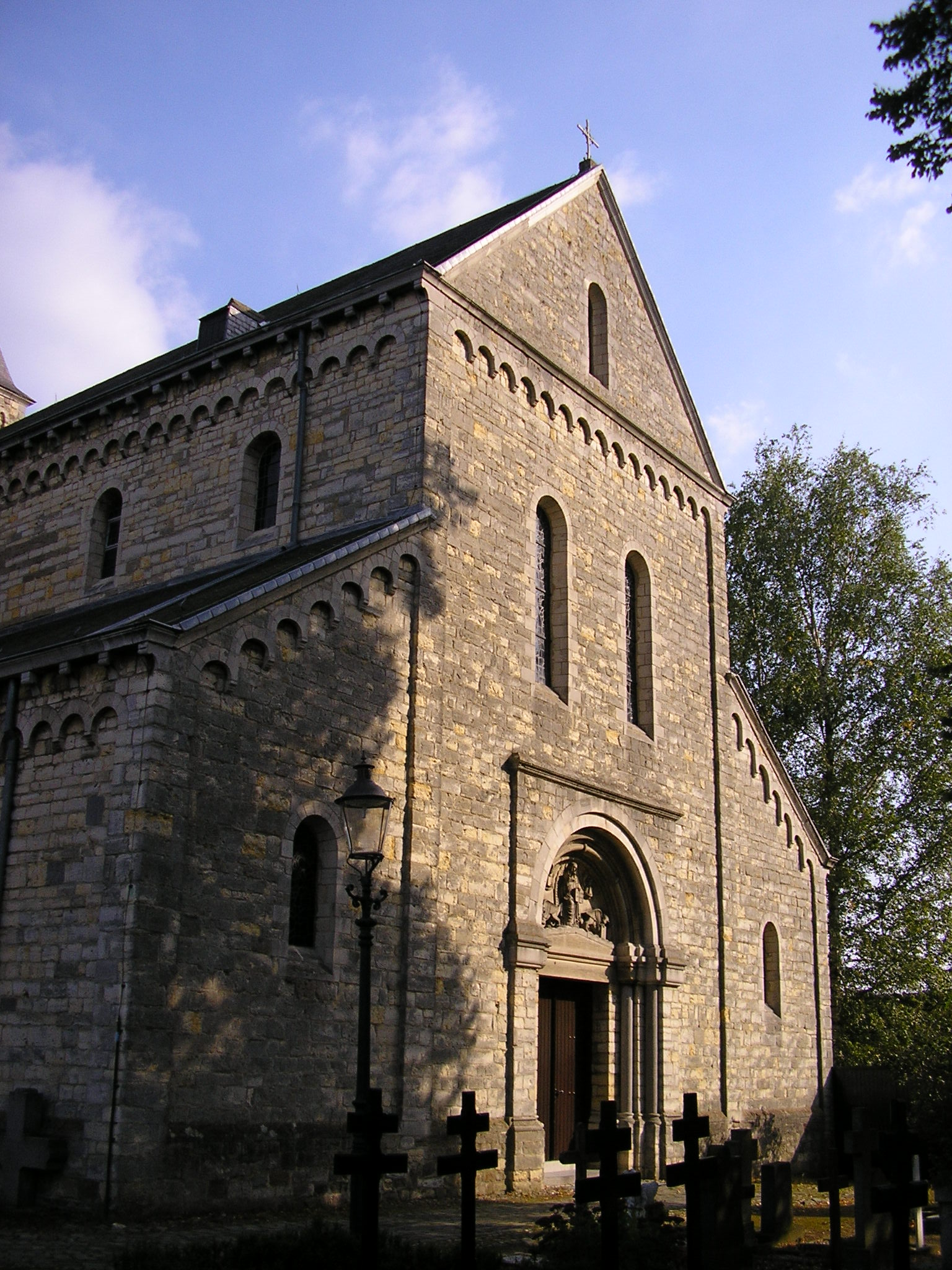
Die Westfassade der Basilika

Die erste bekannte urkundliche Erwähnung des Klosters auf dem Petrusberg erfolgte in einer Schenkungsurkunde des fränkischen Königs
Lothar II., in der dieser es an die St. Maartenskerk in Utrecht übertrug.
Archäologische Untersuchungen gegen Ende der 1940er Jahre belegten die Existenz einer gemauerten Saalkirche aus dem neunten Jahrhundert an der Stelle der heutigen Basilika, an die im zehnten Jahrhundert ein Chor angebaut worden war. Dieser Chor lag im Bereich des heutigen Chores, bei den Untersuchungen wurde auch ein mutmaßlich aus dem zehnten Jahrhundert stammendes Reliquiengrab im Bereich des Chores entdeckt.
Das Hauptschiff der heutigen Basilika hat seinen Ursprung im elften Jahrhundert, das Querschiff entstand im zwölften Jahrhundert und der Chor mit seinen beiden Chortürmen wurde um 1200 gebaut. Der Chor der Kirche hat einen Fünfachtel-Schluss, neben ihm finden sich an den Querschiffseiten noch zwei flankierende runde Seitenchöre. Als Baumaterial fanden Lesesteine, Kiesel, Tuff und Sandstein Verwendung.
Im Inneren sind Hauptschiff und Querschiff mit einer flachen Holzdecke gedeckt. Das Bodenniveau von Chor und Vierung ist gegenüber dem Langhaus erhöht. Die Arkaden des Langhauses werden von rechteckigen Pfeilern getragen.
Das Gotteshaus war vor 1686 dem heiligen Petrus geweiht; das in der Kirche in Nachfolge des früheren Klosters beheimatete Kanonikerstift hatte bereits 1361 seinen Sitz nach Roermond verlegt, der Kirche verblieben aber zunächst ein Pastor sowie das Rektorat über zwei Altäre erhalten. Ab 1430 war die Kirche dann nur noch Sitz eines Vikars. Die Gründung eines Frauenklosters als Niederlassung des Ordens vom heiligen Grab im Jahr 1442 führte zu einem neuerlichen Aufblühen des kirchlichen Lebens auf dem Petrusberg, im Zuge dessen erfolgte gegen Ende des 15. Jahrhunderts eine Instandsetzung der bereits verfallenden Basilika. Ab 1540 jedoch kam es infolge politischer Umwälzungen zum erneuten Niedergang, in einem Bericht aus dem Jahr 1640 bezeichnete man die Klostergebäude als größtenteils zerstört und die Basilika der Altäre, Glocken und sonstigen Ausstattung beraubt. Erst im letzten Viertel des 17. Jahrhunderts erfolgten neuerliche Instandsetzungsarbeiten, die schließlich am 26. April 1668 zur erneuten Weihe der renovierten Kirche unter dem (neuen) Patrozinium der Heiligen Wiro, Plechelmus und Otgerus führten.
Weitere Restaurierungen fanden im 19. Jahrhundert statt. Zunächst wurde bis 1870 der nördliche Chorturm instand gesetzt. Zwischen 1880 und 1883 wurde die Basilika dann nach Plänen des Architekten Johannes Kayser (1842–1917) aus Venlo umfassend unter Zufügung neuer Bauteile instand gesetzt. Bei dieser Instandsetzung erhielt die Kirche ihre heutige äußere Gestalt.
Am 26. Januar 1945 sprengten auf dem Rückzug befindliche deutsche Truppen die beiden Chortürme. Die Sprengung richtete große Schäden am Chor und dem Querschiff an. Die Wiederherstellung der Kirche erfolgte zwischen 1949 und 1951 unter Leitung von A. J. N. Boosten, unter Wahrung des Baukörpers des 19. Jahrhunderts, aber zeittypisch unter Beseitigung von dessen reicher polychromer Ausmalung und Ausstattung. Das Erdbeben von Roermond 1992 verursachte neue Schäden an der Kirche, diese wurden bis 1994 beseitigt. Am 5. Juli 1957 wurde dem Bauwerk schließlich nach vielhundertjähriger Geschichte auch der kirchenrechtliche Titel einer Basilica minor verliehen.
Im 19. Jahrhundert fand man in der Kirche zwei rund 125 bzw. 130 cm hohe und 28 cm breite Basreliefs, die die Apostel Jakobus und Johannes darstellen. Die beiden Reliefs, die sich nun im Rijksmuseum Amsterdam befinden, sind mit hoher Wahrscheinlichkeit in der Zeit um 1170 entstanden. Stilistisch sind Ähnlichkeiten zu Bildhauerarbeiten an der Servatiusbasilika zu erkennen, die ihrerseits wiederum von Arbeiten in Norditalien, insbesondere der Bauhütte in Piacenza, beeinflusst zu sein scheinen. Mutmaßlich waren die Reliefs nebst einigen weiteren aufgefundenen Skulpturteilstücken Teil eines Altars über einem Reliquiengrab zwischen den beiden westlichen Vierungspfeilern. In der benachbarten Kapelle befinden sich heute Kopien der beiden Reliefs, die der Aachener Bildhauer Wilhelm Pohl anfertigte.

### Orgeln
Die Orgel wurde 1983 von der Orgelbaufirma Vermeulen erbaut. Das Instrument hat 20 Register auf zwei Manualen und Pedal.
| I Hauptwerk C–g3 |                 |     |
| 1.               | Grand Bourdon   | 16′ |
| 2.               | Montre          | 8′  |
| 3.               | Bourdon         | 8′  |
| 4.               | Prestant        | 4′  |
| 5.               | Doublette       | 2′  |
| 6.               | Fourniture V-VI |     |
| 7.               | Cornet V        | 8′  |
| 8.               | Trompette       | 8′  |

| II Positiv C–g3 |                  |        |
| 9.              | Bourdon          | 8′     |
| 10.             | Gambe            | 8′     |
| 11.             | Flûte            | 4′     |
| 12.             | Nasard           | 3′     |
| 13.             | Quarte de Nasard | 2′     |
| 14.             | Tierce           | 1 3⁄5′ |
| 15.             | Cromorne (B/D)   | 8′     |
|                 | Tremulant        |        |

| Pedalwerk C–f1 |           |     |
| 16.            | Soubasse  | 16′ |
| 17.            | Flûte     | 8′  |
| 18.            | Prestant  | 4′  |
| 19.            | Bombarde  | 16′ |
| 20.            | Trompette | 8′  |

- Koppeln: II/I, I/P, II/P

Seit 2003 steht in der Kirche auch eine kleine, dreistimmige Chororgel von A. Arts.

## Onze Lieve Vrouwekapel

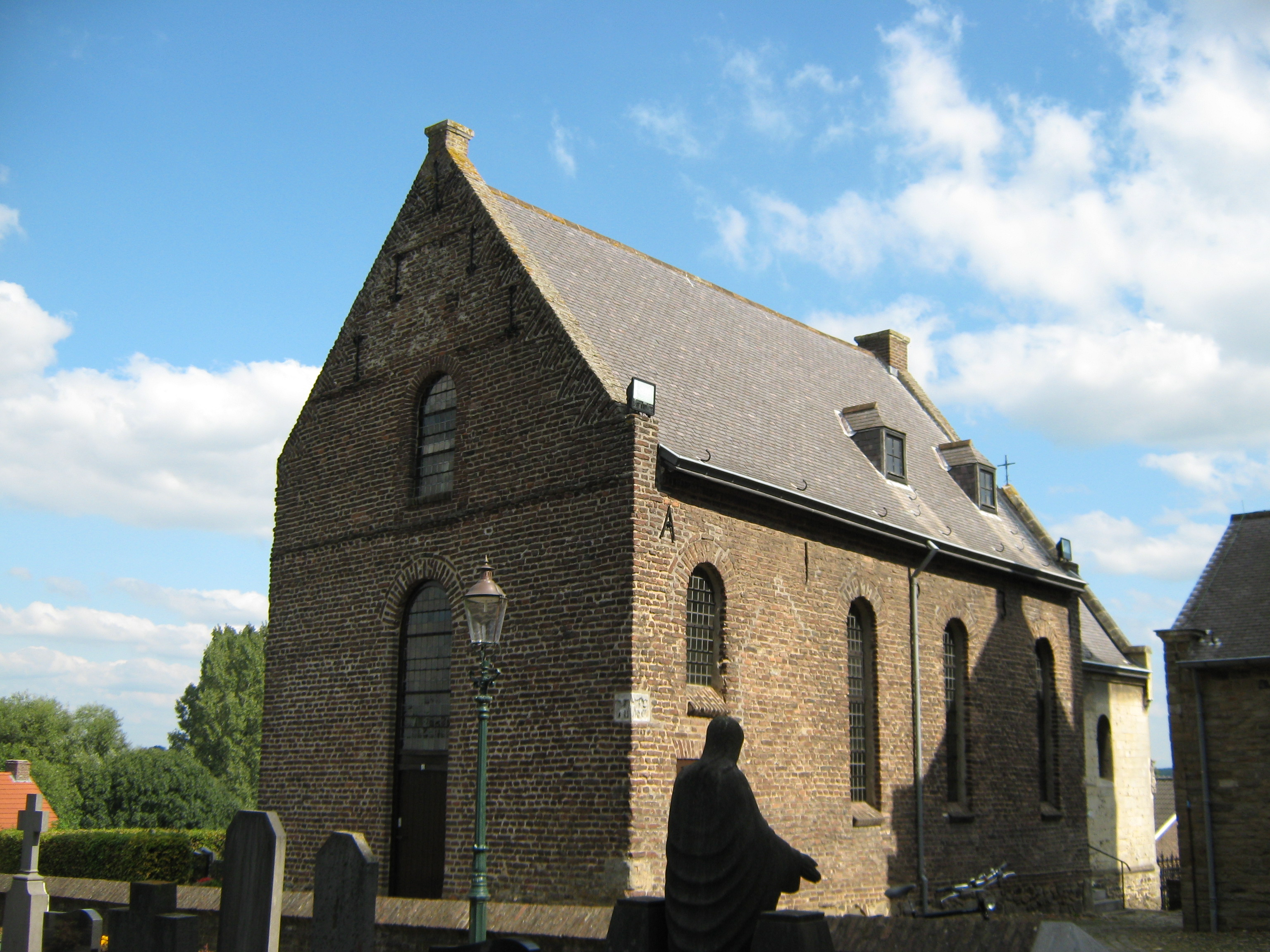
Die O. L. Vrouwekapel aus Südwesten

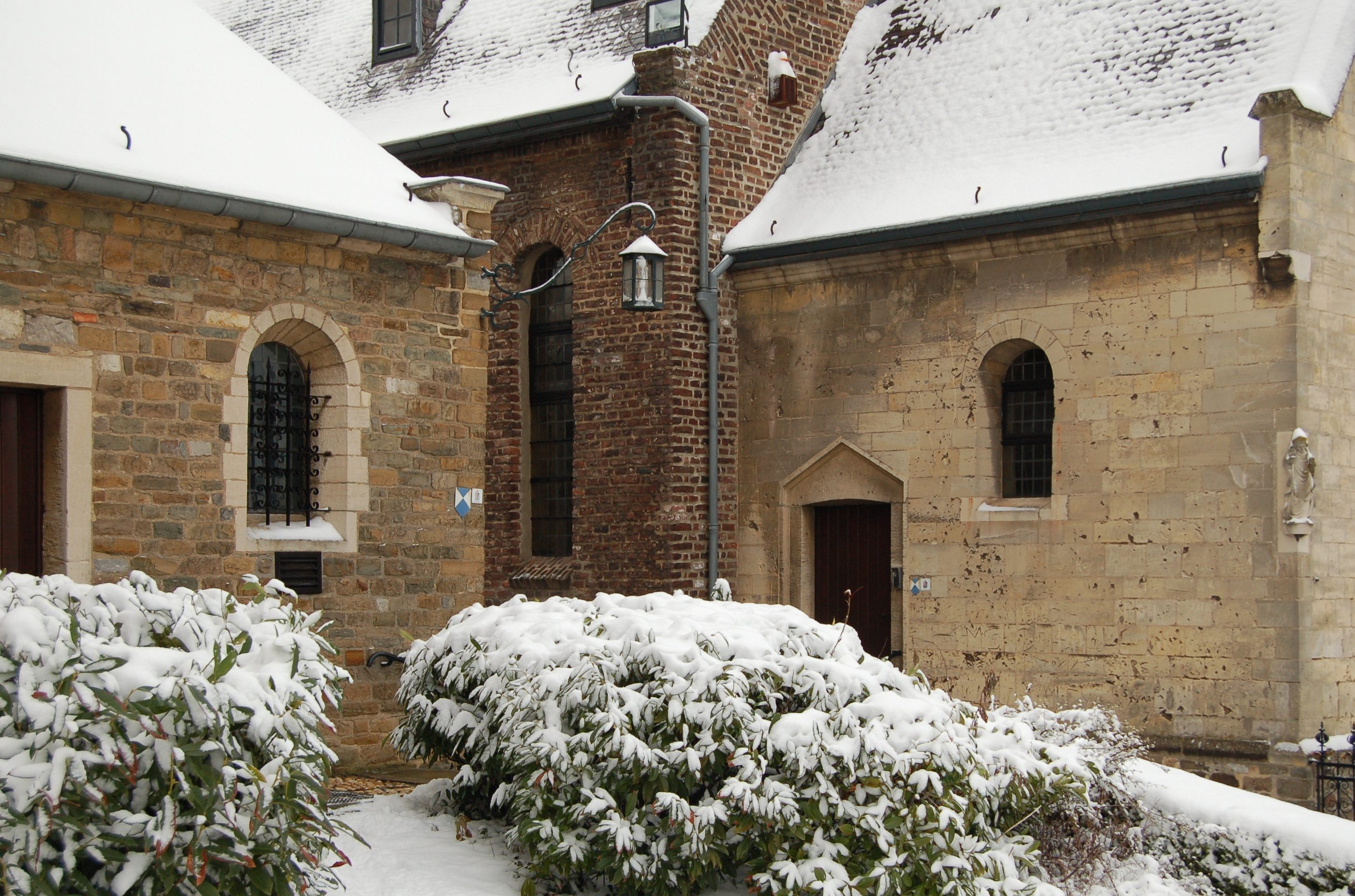
Links die Sakristei der Basilika, in der Mitte der Saalbau der O. L. Vrouwekapel und rechts der Anbau an der Kapelle

Die bis 1680 als Pfarrkirche genutzte Kapelle stammt im Kern ebenfalls aus dem elften Jahrhundert und ist ein aus Backsteinen und Blöcken aus Kunraderstein errichteter schlichter Saalbau über rechteckigem Grundriss. Ein später auf der Nordseite angebautes Seitenschiff ist nicht mehr existent, die vermauerten Arkaden zu diesem sind aber in der Nordwand der Kapelle noch deutlich zu erkennen. Im Osten befindet sich ein ebenfalls über rechteckigem Grundriss errichteter Anbau aus Mergel. Es ist unklar, ob dieser Anbau bei einer Renovierung des 19. Jahrhunderts hinzugefügt oder nur instand gesetzt wurde. Auch die Kapelle wurde im Zweiten Weltkrieg beschädigt, aber bereits bis 1949 wiederhergestellt. Von den Ausstattungsstücken der Kapelle sind ein Taufstein aus der Zeit um 1100 und eine aus der zweiten Hälfte des 13. Jahrhunderts stammende hölzerne Skulptur der Gottesmutter als Sedes Sapeintiae bedeutsam.

## Denkmalstatus
Beide Gotteshäuser sind als Rijksmonument beim Rijksdienst voor het cultureel Erfgoed des Ministerie van Onderwijs, Cultur en Wetenschaap eingetragen (Monumentennummer: 33642 und 33643).